# Imbrasos (Thraker)
Imbrasos (altgriechisch Ἴμβρασος Imbrasos) ist eine Gestalt der griechischen Mythologie.
Er ist ein Thraker und Vater des Peiroos, der die Thraker der Stadt Ainos in den Trojanischen Krieg führte, wo er auf der Seite der Trojaner kämpfte.